# 高爾夫球也瘋狂
《高爾夫球也瘋狂》（英語：Happy Gilmore）是一部1996年美國運動喜劇片，由丹尼斯·杜根執導，羅伯特·西蒙茲監製，亞當·山德勒、克里斯托弗·麦克唐纳、朱莉·鲍温及卡尔·韦瑟斯主演。電影講述了一位失敗的冰上曲棍球員哈皮·吉爾摩（Happy Gilmore，山德勒飾演）的故事，他試圖籌錢來阻止奶奶的房子被拍賣。哈皮發現自己有打高爾夫球的天賦，並開始參加有賞比賽賺得獎金，其球技及脫序行為贏得了許多追隨者，引起了高爾夫球界的動盪。
《高爾夫球也瘋狂》1996年2月16日由環球影業負責在美國院線上映。儘管影評界對本片的評價褒貶不一，但仍取得了商業成功，以1200萬美元的預算在全球取得4120萬美元的票房，並為山德勒與鮑勃·巴克贏得了MTV電影大獎最佳打鬥。本片日後收穫了一批粉絲，尤其在高爾夫界受到歡迎。續集《高爾夫球也瘋狂2》於2025年推出。

## 劇情
哈皮·吉爾摩夢想成為冰上曲棍球員儘管從已故的父親那學到了強大的擊球技術，但糟糕的滑冰技巧和暴躁的脾氣限制了他的職業前景。哈皮有一天得知，撫養自己的奶奶欠美國國稅局27萬美元的稅款；她有90天的時間來還清債務，否則房子將喪失贖回權。哈皮將奶奶送往養老院，直到自己找到辦法償還債務；但他並不知道，此處的老人受到了虐待。
哈皮在與兩名搬運工的高爾夫打賭中發現，自己非傳統的擊球式揮桿可以將球擊出400碼。他之後結識了胖查布·彼得森，對方是被鱷魚咬掉右手的前職業高爾夫球星；胖查布鼓勵哈皮參加沃特伯里公開賽（Waterbury Open），該賽事的冠軍將自動獲得參加美巡賽的資格，並獲得豐厚的現金獎勵。哈皮贏得了公開賽，並為了巡迴賽而匆忙僱用了流浪漢奧托當球僮。
哈皮因超長的擊球距離和脫序行徑，受到了觀眾歡迎，但推桿很糟糕，加上在球場上的粗魯行為以及缺乏高爾夫禮儀很快引起了巡迴賽官方不滿。巡迴賽公關主管維吉妮亞·凡內為了收視率及贊助，主動幫助哈皮，以控制他的情緒；漸漸地，哈皮的表現獲得了改善，兩人也開始交往。
傲慢的神槍手·麥蓋文是巡迴賽的熱門選手，將哈皮視為威脅，並賄賂名叫唐納的搗亂者在職業及業餘配對賽上干擾快樂。哈皮表現不佳，更與名人搭檔鮑勃·巴克發生鬥毆，導致他被罰款2.5萬美元並被禁賽一個月。維吉妮亞幫助哈皮與赛百味簽訂了一份利潤豐厚的代言協議，以彌補收入損失，哈皮獲得了需要的27萬美元來支付奶奶的稅款。但他來不及阻止房子被拍賣，神槍手故意以高價拍得房子，試圖迫使他退出巡演。維吉妮亞鼓勵哈皮不要放棄，並與神槍手達成協議：如果哈皮贏得巡迴錦標賽，神槍手便將把房子歸還給奶奶，但若神槍手獲勝，哈皮得放棄高爾夫。
哈皮知道自己必須提高短距離擊球能力才能擊敗射手，於是找上胖查布，胖查布幫助哈皮在迷你高爾夫球場練習推桿，並送給他一根曲棍球棒形狀的定制推桿。哈皮為了表示感謝，贈送對方那隻叼走胖查布手的鱷魚頭，但胖查布嚇了一跳並從窗戶掉下去摔死。
哈皮與神槍手搭檔參加巡迴錦標賽，並取得領先。神槍手為了贏得冠軍金夾克，再次賄賂唐納，唐納將車駛入賽道並撞倒了哈皮，削弱了他的遠距離擊球能力及注意力。神槍手取得領先，但哈皮在奶奶的鼓勵下，奮起直追，與神槍手打成平手。在第18洞也是最後一洞，哈皮的致勝推桿路線被一座倒塌的電視塔擋住，被迫以現狀擊球；哈皮在胖查布的神助下，將電視塔當成魯布·戈德堡機械，將球推入洞中，贏得了比賽。憤怒的神槍手試圖偷走哈皮的金夾克，但哈皮的前老闆拉森先生帶領一群哈皮粉絲追趕，痛打了神槍手一頓。
哈皮與維吉妮亞、奶奶和奧托回到奶奶家，一起慶祝勝利。哈皮看到亞伯拉罕·林肯、長著雙手的胖查布與鱷魚在天堂和平相處，並向自己揮手致意。

## 演員
- 亞當·山德勒飾演哈皮·吉爾摩（Happy Gilmore）
- 克里斯托弗·麦克唐纳飾演神槍手·麥蓋文（Shooter McGavin）
- 朱莉·鲍温飾演維吉妮亞·凡內（Virginia Venit）
- 卡尔·韦瑟斯飾演德瑞克·「胖查布」·彼得森（Derick "Chubbs" Peterson）
- 弗蘭西斯·貝（英语：Frances Bay）飾演吉爾摩奶奶（Grandma Gilmore）
- 艾倫·卡瓦特（英语：Allen Covert）飾演奧托（Otto）
- 李察·基路飾演拉森先生（Mr. Larson）
- 丹尼斯·杜根飾演道格·湯普森（Doug Thompson）
- 喬·佛拉赫蒂（英语：Joe Flaherty）飾演唐納（Donald）

此外，班·史提勒未掛名飾演哈爾（Hal）；羅伯特·斯密格飾演國稅局官員；威爾·薩索和迪·傑·傑克遜（Dee Jay Jackson）扮演向快樂發起挑戰的搬運工。賈里德·范·史奈倫伯格飾演在沃特伯里公開賽（Waterbury Open）上的球僮；凱文·尼龍飾演蓋瑞·波特（Gary Potter）；職業高爾夫球手李·特維諾和馬克·黎、體育節目主持人凡爾納·倫德奎斯特以及遊戲節目主持人鮑勃·巴克都以本人身分出演。

## 外部連結
- 互联网电影数据库（IMDb）上《高爾夫球也瘋狂》的资料（英文）
- Box Office Mojo上《高爾夫球也瘋狂》的資料（英文）
- 爛番茄上《高爾夫球也瘋狂》的資料（英文）
- Metacritic上《高爾夫球也瘋狂》的資料（英文）